# 楠町

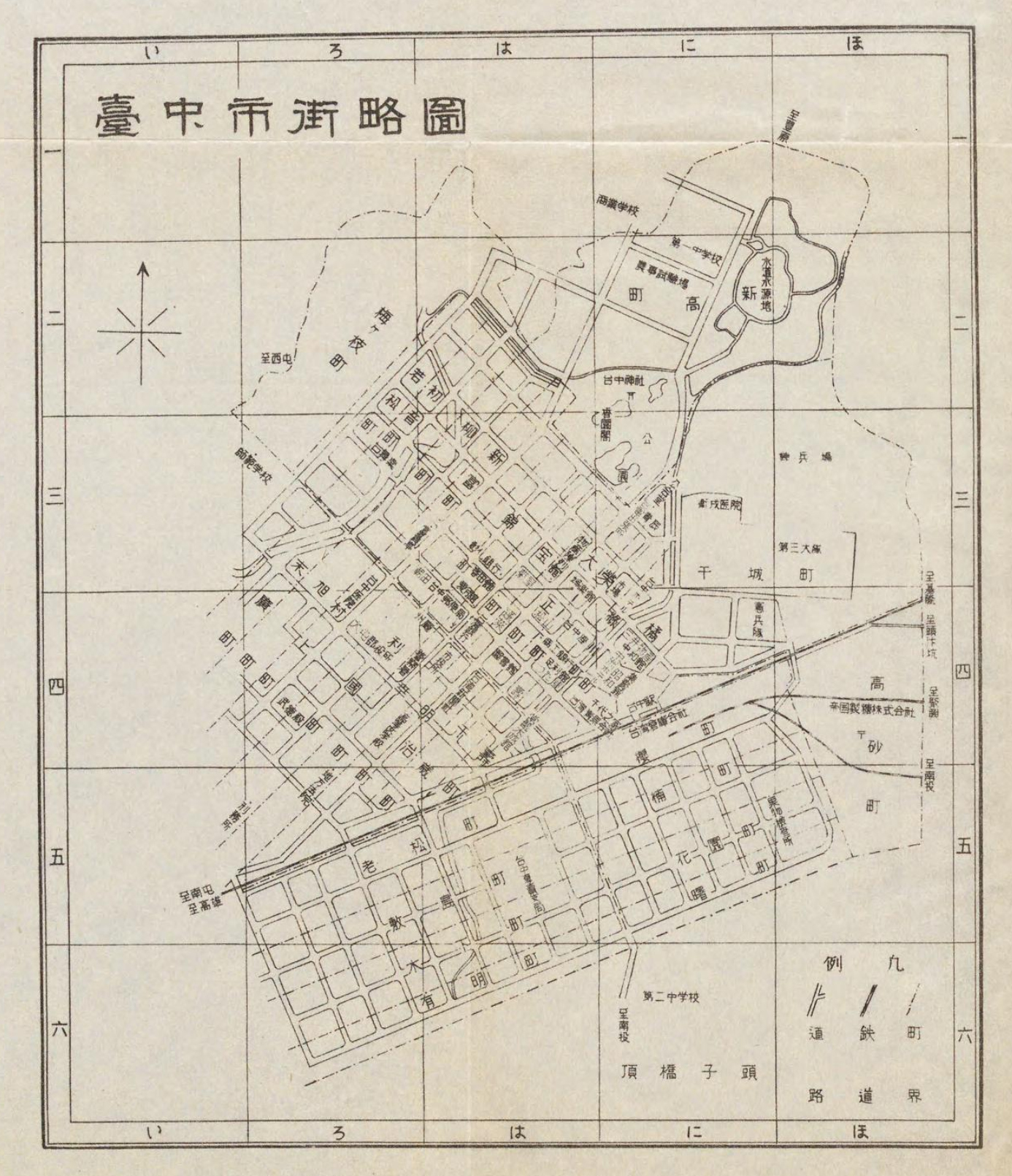
臺中市街略圖

楠町為台灣日治時期臺中州臺中市的町，分為六丁目，位於櫻町和花園町之間；其最初在1916年公告為通稱町名，在1926年4月1日的町名改正公告中才正式設立，原臺中市大字的臺中改為31個町。楠町通為現今和平街。

## 町內設施
六丁目
- 臺灣總督府植物檢查所員林分所台中派出所